# Романенко Станіслав Юрійович
Станісла́в Ю́рійович Романе́нко (нар. 1 січня 1973, Степанівка, Чернігівська область, Україна — пом. 22 грудня 2023) — майор Збройних сил України, учасник російсько-української війни, що відзначився під час російського вторгнення в Україну в 2022 році.
Брав участь у бойових діях на сході України.

## Життєпис
Народився 1 січня 1973 року у селі Степанівка Чернігівської області. Навчався у Степанівській загальноосвітній школі І—ІІ ступенів (нині Степанівська гімназія). Згодом вступив до Чернігівського юридичного технікуму. Після закінчення технікуму навчався в Чернігівському вищому авіаційному училищі льотчиків.
Загинув 22 грудня 2023 року під час виконання бойового завдання. Похований 8 січня 2024 року на Смолянському військовому кладовищі.

## Нагороди
- орден Богдана Хмельницького III ступеня (2022) — за особисту мужність і самовіддані дії, виявлені у захисті державного суверенітету та територіальної цілісності України, вірність військовій присязі[3];
- медаль «За військову службу Україні» (2022) — за особисту мужність під час виконання бойових завдань, самовіддані дії, виявлені у захисті державного суверенітету та територіальної цілісності України, вірність військовій присязі[4].